# 張子庭
張子庭（Mia Chang，1985年9月23日—），藝名子庭，舊藝名紅豆姐姐、張艾蘋和庭庭，台灣女藝人，就讀於文化大學，2003年獲得緯來活力美少女第一名，與王家鳳（蜜豆）、彭筱芊（豆沙）組成「紅豆少女組」，隨後錄製《Q狼特勤組》電視原聲帶，但是因為EMI改組，使得紅豆少女組計畫終止，唱片因此延遲了3年才發出，之後紅豆少女組因為團員各自發展而解散。
2010年9月16日，子庭加入星空傳媒的團體黑Girl，成為成員中唯一一個非Channel V出身的藝人，她是替補允菲的成員。當時子庭加入黑Girl與小薰、丫頭、斯亞組合，外號活力美眉，但隨著斯亞離隊，團體餘下三人，所以稱為「三小妞」。三小妞在2011年10月發行全新EP《Hey Girl》。
子庭在2014年9月20日嫁給億元鑄鐵小開——林聖仁（Andrew）。

## 音乐作品

### 唱片
- 《Q狼特勤組 電視原聲帶 （页面存档备份，存于）》

| 唱片 # | 唱片資料                                                                                | 曲目                                                |
| ------ | --------------------------------------------------------------------------------------- | --------------------------------------------------- |
| 1st    | 《Hey Girl》 - 發行日期：2011年10月18日 - 唱片公司：群石國際 - 參與成員：黑Girl－三小妞 | 曲目 1. Hey Girl 2. 是情人也是朋友 Lover And Friend |

## 影视作品

### 电视剧
| 上映日期 | 播出頻道                 | 戲名                   | 飾演     | 合作演員               | 性質       |
| 2006年   | 緯來電視台               | 《Q狼特勤組》          | 子庭     | 張天霖、梁又琳、唐治平 | 女配角     |
| 2011年   | 華視                     | 莒光園地單元劇「迷惘」 | 周筱丹   | 李易、丫頭、汪建民     | 單元女二角 |
| 2022年   | 公視、MyVideo、台視      | 《茁劇場－綠島金魂》   | 綠島犯人 | 顏毓麟                 | 女配角     |
| 2022年   | 愛奇藝國際版、東森戲劇台 | 《第9節課》            | 洪老師   | 許瑋甯、陳昊森、尹馨、 | 女配角     |

### 電影
| 上映日期 | 戲名       | 飾演     | 合作演員           | 性質   |
| 2007年   | 魔鬼女教頭 | 子庭—    | 吳辰君、許孟哲     | 女配角 |
| 2012年   | 寶島雙雄   | 檳榔西施 | 房祖名、小薰、丫頭 | 客串   |

### 微電影
| 上映日期 | 戲名     | 飾演   | 合作演員   | 性質       |
| 2012年   | 聖境傳說 | 女特工 | 小薰、丫頭 | 女主角之一 |

### 音乐录影带(MV)
| 發行日期       | 歌名           | 演出                 | 收錄唱片                                        | 備註                                   |
| 2003年7月      | 快樂靠自己     | 許慧欣、子庭         | 《美麗的愛情》                                  | 其他參與MV的人為緯來活力美少女的參賽者 |
| 2004年1月      | 愛的提款機     | Tension、子庭        | 《愛星球》                                      | /                                      |
| 2006年8月      | 救世主         | 紅豆少女組           | 《Q狼特勤組 電視原聲帶 （页面存档备份，存于）》 | 紅豆少女組的第一首單曲                 |
| 不詳           | 唐詩           | 紅豆少女組           | 未收錄                                          | 於緯來兒童台播放                       |
| 2010年2月      | 不能講的秘密   | 翁立友、子庭、翁子麒 | 《不能講的秘密》                                | 子庭用張艾蘋之名參與MV演出             |
| 2011年10月18日 | Hey Girl       | 三小妞               | 《Hey Girl》                                    |                                        |
| 2011年10月18日 | 是情人也是朋友 | 三小妞               | 《Hey Girl》                                    |                                        |

## 节目主持
| 日期   | 播出頻道   | 節目名稱       | 參與成員 | 备注     | 备注           |
|        | 緯來體育台 | 《前進校園》   |          |          | 紅豆少女組時期 |
|        | TVBS-G     | 《e電園》      |          | 助理主持 | 紅豆少女組時期 |
|        | 緯來綜合台 | 《魔球紅不讓》 |          | 助理主持 | 紅豆少女組時期 |
|        | 緯來兒童台 | 《快樂BABYQ》  |          |          | 紅豆少女組時期 |
| 2012年 | 八大綜合台 | 《美眉向前行》 | 三小妞   |          | 黑Girl時期     |

## 獲獎
- 台中市民族舞蹈比賽青少年組第二名
- 新光三越舞蹈美少女第一名
- 緯來活力美少女第一名
- 2012年 黑Girl《最佳新晉組合獎》